# Гіперкаталектика
Гіперкатале́ктика (грец. hyper — понад та katalektikos — усічений) — термін традиційної стопної метрики, що означає нарощення до останньої стопи одного чи двох складів, порушуючи (на відміну від акаталектики) метричну структуру вірша.
Так, у гіпердактилічному ямбічному рядку до двох останніх складів доточено ще два: «Спина, мов круча, круто горбиться» (Василь Стус).
U—/U—/U—/U—/UU